# U-68 (1940)
U-68 — немецкая подводная лодка типа IX-C времён Второй мировой войны. 
Введена в строй 11 февраля 1941 года. Входила в 2-ю флотилию. Совершила 10 боевых походов, потопила 32 судна (197 453 брт), повредила 1 судно (545 брт). 10 апреля 1944 года была потоплена северо-западнее острова Мадейра самолетами с американского эскортного авианосца USS Guadalcanal, погибло 56 человек, один выжил.